# Марковников, Николай Владимирович
Марко́вников (Морко́вников) Никола́й Влади́мирович (1869, Казань — 1942, Ташкент) — русский и советский архитектор, археолог, реставратор и преподаватель. Профессор, доктор архитектуры (1930), член-корреспондент Академии архитектуры СССР (1941).

## Биография
Родился в 1869 году в Казани в семье химика В. В. Марковникова. В 1897 году окончил Императорскую Академию художеств со званием художника-архитектора.
Работал в Санкт-Петербурге на строительстве Политехнического института в Лесном. В 1903—1910 годах спроектировал многие сооружения Московской Окружной железной дороги.
С 1903 года Н. В. Марковников занимался преподавательской деятельностью. В 1905 году организовал в Москве женские техническо-строительные курсы. В 1909 году эти курсы объединились с женскими строительными курсами, организованными в 1902 году И. А. Фоминым. В 1916 году курсы были преобразованы в женский политехнический институт, который имел с архитектурные и инженерно-строительные отделения. После Октябрьской революции он был переименован в Московский политехнический институт, затем в Московский институт гражданский инженеров и в итоге слился с архитектурным отделением МВТУ. Там Н. В. Марковников преподавал архитектурное проектирование и вёл курс истории архитектуры. С 1930-х до начала 1940-х годов преподавал в Московском архитектурном институте.
В 1914—1919 годах главный архитектор Московского Кремля. Занимался реставраций построек Кремля, повреждённых в ходе октябрьского вооружённого восстания 1917 года и приспособлением помещений для советского правительства. В 1918 году — сотрудник архитектурной комиссии по охране памятников искусства и старины Моссовета. В 1919—1921 годах возглавлял комиссию по реставрации Китайгородской стены (в её состав входили архитекторы С. К. Родионов, А. Ф. Мейснер, И. П. Машков, И. Е. Бондаренко, И. В. Рыльский и другие известные архитекторы). В 1921—1923 годах работал в жилищном отделе Центрожилсоюза.
В 1920-х годах разрабатывал индивидуальные проекты малоэтажных жилых домов в кооперативном посёлке «Сокол» в Москве, был автором первых вариантов генплана посёлка. По его проектам в посёлке было построено около половины зданий.
Член Московского архитектурного общества с 1922 года, читал популярные лекции по теории архитектуры и современным проблемам архитектуры. В 1923 году принимал участие в первом Всероссийском съезде по вопросам строительного дела в РСФСР, где выступил с докладом по упрощению и облегчению конструкций жилых домов. В 1926 году принимал участие в первом Всероссийском съезде по гражданскому и инженерному строительству.
В 1930 году стал главой отдела жилищного строительства в Гипрогоре. В разрабатывал типы сооружений для колхозов Северного Кавказа (1933) и генеральный план Комсомольска-на-Амуре. С 1932 года — консультант Наркомхоза, Центржилсоюза, Стандартжилстроя. Член Союза архитекторов СССР с 1932 года.
Принимал участие в проектировании и строительстве комплекса зданий Института физических проблем АН СССР на улице Косыгина, 2. В 1935 году построил главный корпус (лабораторный корпус с административной частью; строение 1; совместно с И. С. Николаевым и В. С. Поповым). В 1935—1936 годах построил жилой дом для сотрудников института (строение 19; совместно с В. С. Поповым). В 1936 году построил коттедж (дом директора, с 1955 года — лабораторный корпус; строение 5).
В 1870-х годах жил в Москве в Большом Чернышевском переулке, 16/4. В 1876—1890-х годах жил в квартире при Московском университете. В середине 1890-х годов жил в Большом Афанасьевском переулке, 30. В 1897—1898 годах жил на Большой Никитской улице, 31. В 1898—1904 годах жил на Малой Никитской улице, 21, корп. 2. С 1904 года жил на Малой Никитской улице, 27/5. В 1920-х годах также жил в построенном им доме в посёлке «Сокол» (улица Шишкина, 12/24; снесён в 1990-е, заменён новоделом).
Автор научных трудов по городскому и поселковому строительстве, по теории архитектуры и педагогике.

## Работы архитектора

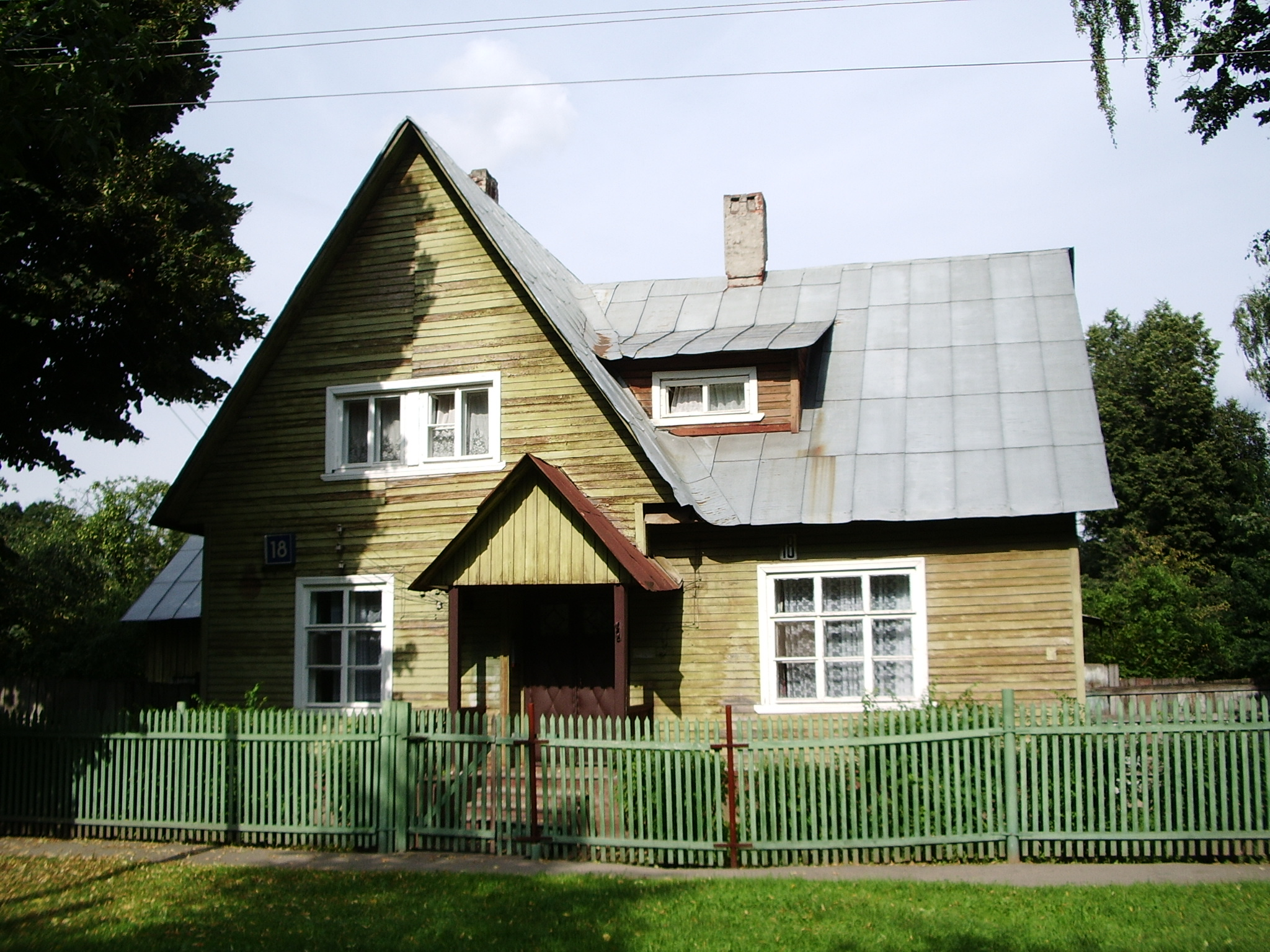
Посёлок «Сокол». Ул. Поленова, д 18.
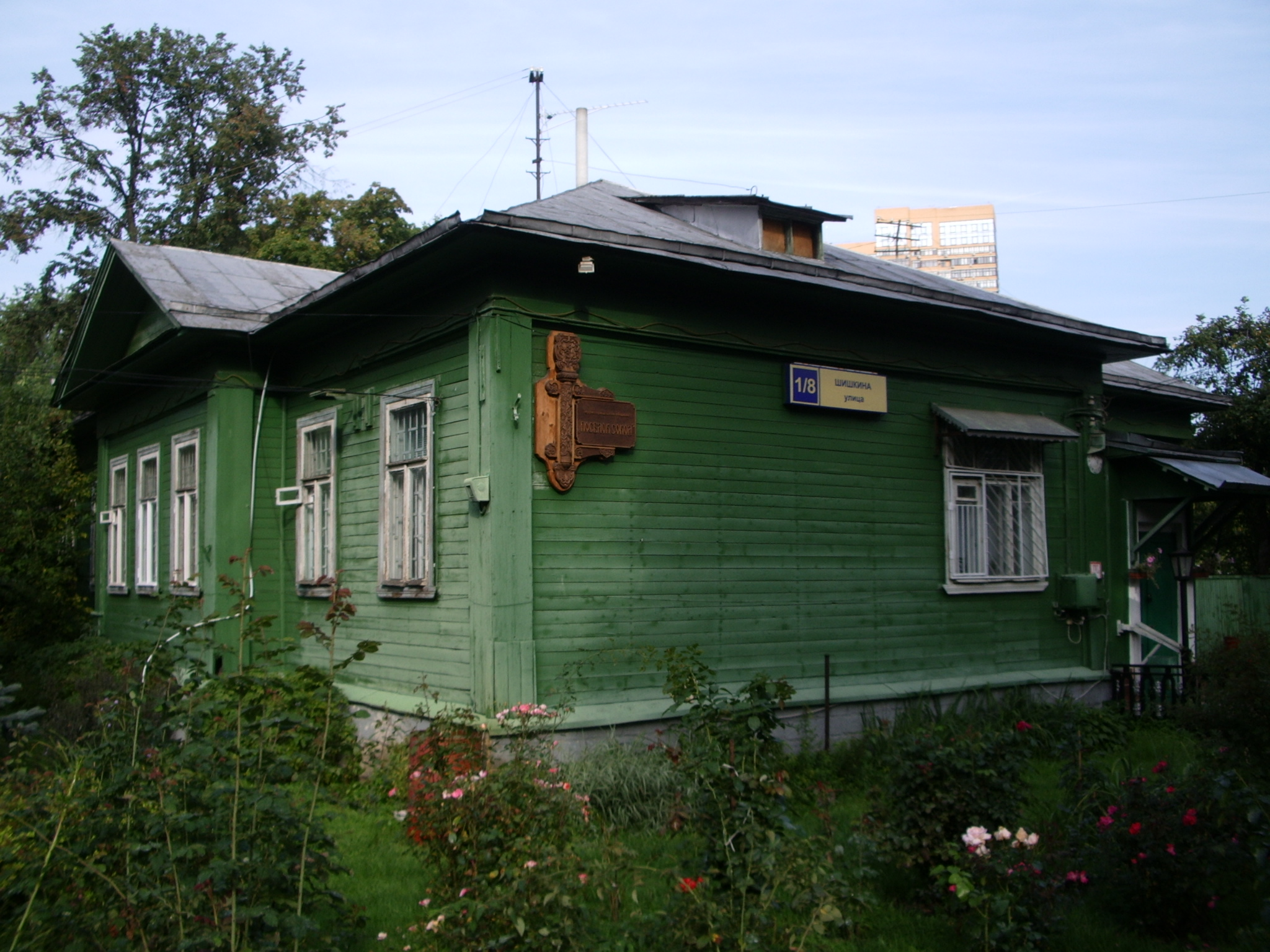
Посёлок «Сокол». Ул. Шишкина, д 1.
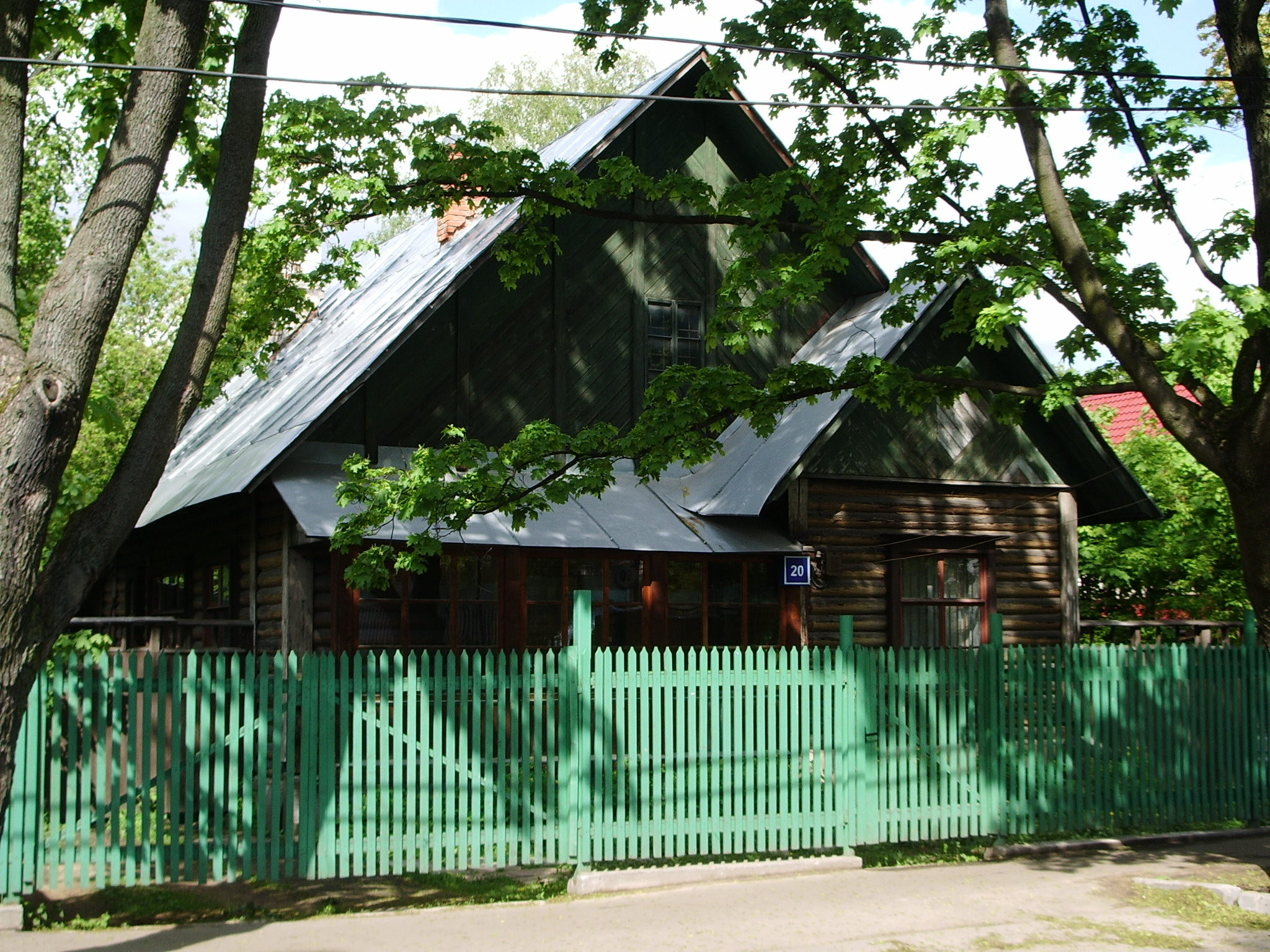
Посёлок «Сокол». Ул. Левитана, д 10.

## Сочинения
- Марковников Н. В. Жилищное строительство за границей и в СССР. М., 1928.
- Марковников Н. В. Планировка и благоустройство поселков, М., 1931.